# Вилюча
Вилюча — река на полуострове Камчатка.
Длина реки 26 км. Берёт начало у подножия вулкана Мутновский. Протекает по территории Елизовского района Камчатского края. Впадает в Вилючинскую бухту. Температура воды в летние месяцы 5-8 градусов. В долине реки расположены горячие источники.
Название вероятно произошло от корякского вилю или чукот. вэлё — «уши».

## Данные водного реестра
По данным государственного водного реестра России относится к Анадыро-Колымскому бассейновому округу.
Код объекта в государственном водном реестре — 19070000212120000023428.